# Rebirth
Pour les articles homonymes, voir Rebirth (homonymie).
Le rebirth (traduction littérale « renaissance»), aussi appelé rebirthing ou rebirthing breathwork et parfois également respiration consciente, ou encore palingénèse est une méthode pseudoscientifique de médecine alternative mise au point dans les années 1960 aux États-Unis par Leonard Orr, dans la Contre-culture de l'époque et reprise entre autres par la mouvance New Age.
Elle associe une respiration volontairement amplifiée (qui, paradoxalement, provoque une baisse du taux d'oxygène dans le cerveau, voir « Hyperventilation »), des musiques spécifiques (facultatives) et un travail corporel personnalisé le cas échéant. Son objectif est de transformer les mémoires et croyances, notamment depuis la naissance, et d'amorcer ainsi un processus de guérison de blessures anciennes tout en comprenant les limites, peurs et perceptions du pratiquant. Cet objectif a été maintenu par la plupart des écoles de formation au rebirthing.

## Histoire
La pratique d'exercices de respiration pour modifier les états de conscience est présente dans nombre de disciplines telles que le yoga (Pranayama) ou le taoïsme (Tao du souffle).
Le point de départ du rebirthing se trouve dans les communautés américaines de la Californie des années 1960 et 1970 telles que celle de la Theta house ou de l'Institut Esalen, où il était pratiqué lors de séminaires collectifs ou de séances individuelles par des thérapeutes du New Age.
Léonard Orr et Sondra Ray, sa principale collaboratrice dans les premiers temps, écrivent ensemble Le New Age au Nouvel Age et développent et enseignent pendant 30 ans cette méthode[réf. souhaitée].
La technique fut importée en France dans les années 1970 par plusieurs psychothérapeutes, entre autres Jacques de Panafieu et la psychologue Dominique Levadoux. S'y intégrèrent alors des éléments d'autres pratiques comme la psychanalyse et la gestalt-thérapie et elle adopta le nom de Rebirth ou Rebirth-thérapie.
Elle est reconnue par la Miviludes dans son rapport d'activité 2018-2020 comme "thérapie alternative problématique". 

## La séance derebirth
Le patient, allongé sur le dos, porte son attention sur sa respiration, les yeux fermés. Ensuite, la personne doit amplifier et accélérer sa respiration. Enfin, la personne entre dans le processus de « respiration consciente » proprement dit.
Elle se pratique toujours de la même façon par des milliers de thérapeutes psycho-corporels, à sec, dans l'eau, par le nez ou par la bouche, selon les écoles et les objectifs de chacun, l'aspect théorique ou philosophique n'est pas maintenu ni véhiculé de la même manière par les écoles actuelles.

## Philosophie
La respiration consciente ou rebirthing ou rebirth propose :
- une technique de respiration volontairement amplifiée (hyperventilation) qui permet d'accéder, selon les praticiens, à une perception plus consciente des émotions et des pensées. Son objectif est d’actualiser et de regarder autrement les mémoires et croyances adoptées de manière inconsciente et même préverbale depuis la vie intra-utérine et d'amorcer ainsi un processus de bien-être, de sécurité, de pardon et d'estime de soi ;
- une philosophie spirituelle transmise par Léonard Orr et ses collaborateurs, notamment Sondra Ray, la plus importante d'entre eux qui se base sur le fait que la respiration peut guérir tous les maux humains[10].

### La guérison du traumatisme de naissance
Les praticiens en respiration consciente croient que le traumatisme vécu durant une naissance pratiquée de manière trop médicalisée, froide et même violente a un effet profond sur la psyché et la perception d’une personne, ainsi que sur sa perception du monde. Ces effets sont inconscients (par exemple, quelqu’un né par forceps aura tendance à se reposer sur les autres pour sortir de situations destructrices, ou aura du mal à demander de l’aide car la première expérience de l’aide, les forceps, a été difficile). Les praticiens en respiration consciente croient et témoignent qu’il est possible de se souvenir de certains aspects de sa petite enfance, de sa naissance ou encore de la période de gestation et ainsi libérer les émotions associées à ces périodes via la respiration consciente permettrait une sensation de sécurité. Ils pensent que cette libération peut générer un changement de paradigme positif et une transformation émotionnelle durable[réf. souhaitée].
En plus de la mémoire cellulaire conséquente au traumatisme de naissance, la Respiration consciente ou rebirthing pense que les individus prennent, de façon inconsciente, au niveau préverbal et fondamental, des décisions (par exemple, quelqu’un qui naît par le siège peut avoir pris la décision « je fais mal », ou plus précisément « je fais mal aux femmes ».) et que, de ces décisions inconscientes découlent des situations récurrentes dans la vie d’une personne, jusqu’à ce que cette décision soit reconnue et transformée[réf. souhaitée].

### La croyance dans l'immortalité physique
Les premiers écrits de Leonard Orr et de Sondra Ray décrivaient leurs croyances en l’immortalité. Une autre façon de décrire l’immortalité est «l’extension de vie » ou transit conscient de l’individu au-delà du trépas : un concept et une pratique yogique. Cette capacité à régénérer le corps est clef dans le concept de l’immortalité, ainsi que la capacité à créer un mode de vie basé sur « la liberté de choisir » au lieu d’adopter une attitude de réaction aux évènements quotidiens, qui est le cœur de la théorie et de la pratique de la respiration consciente ou rebirth. Ces concepts sont maintenant étendus dans la pratique de la « mindfulness »[réf. souhaitée]. Leonard Orr est mort en 2019.

## Effets physiologiques et contre-indications
La respiration induite dans le rebirth peut entraîner tous les symptômes attendus par l'hyperventilation, comme une crise spasmophilique par l'obtention d'une forte alcalose dans le sang artériel.
Des crampes surviennent au contraste de l'alcalose sanguine avec l'acidose du muscle mais ces phénomènes désagréables sont présentés comme faisant partie du processus.
Des phénomènes émotionnels apparaissent, comme de l'euphorie, de la colère, des cris, des larmes, un besoin de dormir, ainsi que des mouvements de succion. Certains pratiquants disent revivre des sensations ressemblant à celles de la naissance. Ensuite, quand la respiration redevient normale, les sensations seraient plus paisibles et des états de bien-être se manifesteraient.
La pratique du rebirth est particulièrement contre-indiquée pour les personnes ayant vécu des expériences hallucinatoires ou de délire, et pour les personnes ayant consommé des drogues.

## Controverses
La pratique du rebirth, tient du développement personnel. Elle ne requiert aucune formation médicale, et donc ne peut pas être légalement présentée comme thérapeutique, et n'est pas basée sur des recherches scientifiques testée.
Le rebirth n'a pas de définition institutionnelle, n'est encadrée par aucune autorité, et un grand nombre de pratiques sans lien entre elles peuvent être proposées par des individus sous cette bannière. En conséquence, cette nébuleuse est régulièrement pointée du doigt par la commission de l'Assemblée Nationale sur les dérives sectaires (MIVILUDES).
Le rebirth, qui a connu un certain succès au cours des années 1980, est devenu plus controversé récemment à cause du risque des faux souvenirs induits.
Une technique différente, appelée attachment therapy, a été interdite en 2002 aux États-Unis à la suite de la mort d'une enfant de 10 ans par étouffement en pratiquant une autre technique également appelé le rebirthing. À la suite d'une confusion par les médias qui ont associé « l’attachement thérapie » à d'autres techniques comme « the Evergreen model », « Rage Reduction », « Compression Therapy » ou encore le « rebirthing ». Les écoles et beaucoup de professionnels en rebirthing et en rebirth décident de se servir de préférence, à partir des années 2000, de la dénomination « Respiration consciente » utilisée depuis toujours par son créateur. Léonard Orr décide, pour les mêmes raisons, de nommer sa technique rebirthing breathwork, et soutenait que le Rebirthing est une méthode douce.